# پرچم رئونیون
پرچم رئونیون در ۱۵ فوریه ۱۷۹۴ پذیرفته شد.این پرچم دارای سه رنگ قرمز ، سفید و آبی عمودی است.